# I nie było już nikogo
I nie było już nikogo (ang. And Then There Were None) – powieść Agaty Christie. Książka zajęła 19. miejsce na liście 100 najlepszych powieści kryminalnych według CWA.
Pierwsze brytyjskie wydanie książki z 1939 roku nosiło tytuł Ten Little Niggers (Dziesięciu murzynków), ostatnie londyńskie wydanie pod tym tytułem ukazało się w 1979 roku. Ponieważ słowo nigger w języku angielskim jest obraźliwym określeniem na czarnoskórego człowieka, amerykańskie wydania, począwszy od pierwszego z 1940 roku, noszą tytuł And Then There Were None (I nie było już nikogo), i to ten drugi tytuł jest obecnie używany we wszystkich wydaniach anglojęzycznych. W Polsce powieść ukazała się po raz pierwszy w 1960 roku nakładem wydawnictwa Iskry pod tytułem Dziesięciu Murzynków. Polski tytuł I nie było już nikogo używany jest od 2004 roku. Książka może być również znana pod tytułem ekranizacji Dziesięciu małych Indian (Ten Little Indians) oraz Dziesięciu Małych Żołnierzyków.

## Fabuła
Tajemniczy pan Owen zaprasza na odciętą od świata wyspę dziesięciu gości, których pozornie nic ze sobą nie łączy. W dniu przyjazdu okazuje się, że gospodarz nie pojawi się na wyspie. Zgodnie z wcześniejszymi instrukcjami, dwójka służących odtwarza płytę, na której pan Owen oskarża kolejnych gości o zbrodnie, które popełnili, a których nie da się im udowodnić i za które nigdy nie dosięgnęła ich kara. Gdy każda z osób znajduje w swoim pokoju dziecięcy wierszyk o kolejno znikających Murzynkach, nikt nie spodziewa się, że jeszcze tej samej nocy rozpocznie się makabryczna zabawa.
Goście Pana Owena giną w różny sposób, od otrucia cyjankiem potasu do rozbicia głowy. Po przeszukaniu wyspy goście dochodzą do wniosku, że pan U.N. Owen (wymowa angielska zbliżona do unknown, czyli nieznany) musi być jednym z nich. Ofiarami pana Owena padają kolejno:
1. Anthony Marston – młody, lekkomyślny chłopak. Oskarżony o przejechanie samochodem dwójki dzieci. Ginie pierwszego wieczoru; zostaje otruty cyjankiem potasu dodanym do jego szklanki zawierającej whisky.
2. Ethel Rogers – służąca. Ją i jej męża oskarżono o umyślne nieudzielenie pomocy ciężko chorej pracodawczyni (motyw: chęć osiągnięcia zysku). Drugiego ranka zostaje znaleziona martwa w swoim łóżku; przyczyną śmierci była za duża dawka środków nasennych, które zostały dosypane do brandy.
3. Generał John Macarthur – emerytowany wojskowy. Oskarżony o doprowadzenie do śmierci kochanka swojej żony, który był podwładnym Macarthura w wojsku. Macarthur jako przełożony miał rozmyślnie wysłać go na front tam, gdzie szanse ocalenia były znikome. Na wyspie generał ginie drugiego dnia, uderzony ciężkim narzędziem w tył głowy.
4. Thomas Rogers – służący, mąż Ethel. Tak jak ona, oskarżony o rozmyślne spowodowanie śmierci pracodawczyni. Ginie trzeciego ranka uderzony siekierą.
5. Emily Brent – stara panna, dewotka. Oskarżona o bezwzględne zwolnienie z pracy ciężarnej służącej, która – załamana i bez środków do życia – popełniła samobójstwo. Ginie trzeciego dnia po śniadaniu – w kark wstrzyknięto jej cyjanek potasu.
6. Sędzia Lawrence Wargrave – znany sędzia, słynący z wydawania surowych wyroków. Oskarżony o wydanie, z pobudek osobistych, wyroku śmierci. Ginie trzeciego wieczoru od strzału w głowę. W celu ośmieszenia sędziego, zabójca ubiera go w starą zasłonę, która ma symbolizować togę, i w zagubioną wcześniej włóczkę, mającą symbolizować perukę sędziowską.
7. Doktor Edward Armstrong – ceniony chirurg z Harley Street. Oskarżony o przeprowadzenie operacji po pijanemu, w wyniku której pacjentka (starsza kobieta) zmarła. Trzeciej nocy znika bez śladu. Nazajutrz reszta obecnych na wyspie osób znajduje jego ciało na brzegu (wyrzuciły je fale morskie).
8. William Blore – prywatny detektyw i były inspektor policji. Oskarżony o krzywoprzysięstwo, które doprowadziło do tego, że na uwięzienie skazano niewinnego (który wkrótce – w więzieniu – zmarł). Ginie czwartego dnia uderzony marmurową figurką niedźwiedzia w głowę.
9. Philip Lombard – młody i dzielny podróżnik. Oskarżony o spowodowanie podczas jednej ze swoich wypraw do Związku Południowej Afryki śmierci dwudziestu jeden mężczyzn z tamtejszej ludności. Gdy on i Vera Claythorne zostają na wyspie sami, zrzucają na siebie nawzajem odpowiedzialność za wszystkie poprzednie morderstwa. Wywiązuje się między nimi walka; w końcu Vera, odebrawszy Lombardowi rewolwer, strzela mu w serce.
10. Vera Claythorne – młoda i ładna nauczycielka gimnastyki w trzeciorzędnej szkole dla dziewcząt, przedtem guwernantka. Oskarżona o umyślne niedopilnowanie kąpiącego się w morzu małego chłopca. Spośród "gości" na wyspie ona właśnie zostaje przy życiu jako ostatnia. Wszystkie poprzednie tragiczne zgony, jak również przerażające osamotnienie, gdy oprócz niej na wyspie nie ma już nikogo żywego, wywołują u Very szok. Gdy czwartego wieczoru dziewczyna znajduje w swoim pokoju uprzednio przygotowane przez mordercę krzesło i sznur z pętlą, doprowadzona do ostateczności robi to, czego się tajemniczy zabójca najwyraźniej spodziewał – wiesza się.

Pan Owen swoje makabryczne zabójstwa ułożył w rytm znanej wówczas w Anglii dziecięcej piosenki Dziesięciu Murzynków, która kończy się następująco:
Jedno małe Murzyniątko

Poszło teraz w cichy kątek,

Gdzie się z żalu powiesiło –

Ot, i koniec Murzyniątek.
(Przełożył Włodzimierz Lewik. Jest to tylko jedna z wersji piosenki. W różnych wydaniach książki w miejsce "Murzynków" można spotkać "Indian", "marynarzyków" lub "żołnierzyków").
Gdy na wyspę przybywa policja, w nowoczesnej willi znajduje dziesięć ciał... i nic poza tym. Opierając się na obserwacjach i notatkach pozostawionych przez niektóre ofiary, funkcjonariusze dochodzą do sprzecznego w samym sobie wniosku – z jednej strony nikt nie mógł opuścić wyspy przed przyjazdem policji, z drugiej zaś na wyspie nie ma przecież żywego ducha, a do tego wydaje się, że przyczyny śmierci ostatnich trzech osób wskazać się nie da. W świetle zaistniałych faktów i okoliczności żadna z nich nie mogła doprowadzić do śmierci dwóch towarzyszy i swojej. Rozwiązanie tajemnicy znajduje się we własnoręcznie napisanym liście mordercy, znalezionym w morzu, w zakorkowanej butelce.

## Rozwiązanie
W owym liście morderca – którym, jak się okazuje, jest sędzia Wargrave – opisuje, jak sprytnie udało mu się przeprowadzić całą grę. Pisze, że śmierć pasjonowała go od najmłodszych lat. Zawsze pragnął popełnić morderstwo wyjątkowe, doskonałe. Nie mógł patrzeć na śmierć niewinnych, za to nigdy nie miał litości dla winowajców. Dlatego wybrał zawód prawnika i wydawał surowe wyroki. Gdy dowiedział się od lekarza o śmiertelnej chorobie, postanowił przed śmiercią zrobić coś wyjątkowego – dokonać morderstwa niemożliwego do rozwiązania, a jednocześnie ukarać dziesięciu zbrodniarzy. Przez pewien czas zbierał informacje o dziesięciu osobach, które popełniły zbrodnie niemożliwe do udowodnienia przez prawo. Następnie pod różnymi sprytnymi pretekstami zaprosił je do rezydencji na Wyspie Żołnierzyków. Pierwszą ofiarę otruł jeszcze przed przybyciem tam – był to Isaac Morris, pośrednik, za pomocą którego Wargrave wykupił wyspę jako pan Owen. Przed przybyciem na wyspę przy pomocy Morrisa rozpowiedział w najbliższej miejscowości, żeby nie reagowano na żadne sygnały wzywające pomocy, dochodzące stamtąd, argumentując to zabawą towarzyską.
Dalej sędzia opisuje, w jaki sposób dokonywał kolejnych zbrodni. Po popełnieniu pięciu pierwszych postanowił upozorować swoją śmierć – w tym celu namówił doktora Armstronga do pomocy w upozorowaniu morderstwa i fałszywego stwierdzenia zgonu. Wargrave przekonywał go, że wie, kto jest mordercą i łatwiej będzie mu obserwować go z ukrycia. Po przeprowadzonym oszustwie żaden z domowników nie mógł nic podejrzewać, bo sprawdzenie tętna zostawiono oczywiście lekarzowi. Doktor Armstrong uwierzył w dobre zamiary sędziego i przystał na układ. Jednak to on był jego następną ofiarą. Potem sędzia, sprytnie ukrywając się po pokojach doprowadzał do śmierci kolejnych osób. Kiedy zginęli już wszyscy, popełnił samobójstwo tak, żeby pomyślano, ze zginął rzeczywiście jako szósty.